# Charles Oliveira
Charles Oliveira da Silva (Guarujá, 17 ottobre 1989) è un lottatore di arti marziali miste brasiliano.
Combatte nella divisione dei pesi leggeri per la promozione statunitense UFC, dove è stato il campione di categoria dal 2021 al 2022.

## Caratteristiche tecniche
Oliveira è un fighter molto abile nella lotta a terra, dove è solito mettere in mostra la sua grande esperienza nel BJJ, unendo a ciò buone capacità nella lotta in piedi grazie al suo background nella Kickboxing. Ha iniziato ad allenarsi nel jiu-jitsu brasiliano all'età di 12 anni, vincendo il suo primo titolo importante come cintura bianca nel 2003. Ha ricevuto la cintura nera nel jiu-jitsu brasiliano con Ericson Cardoso e Jorge Patino Macaco nel 2010.

## Carriera nelle arti marziali miste

### Inizi
Oliveira inizia con le MMA amatoriali nel 2007, passando poi tra i professionisti l'anno successivo: in tre occasioni distinte ha vinto più incontri nello stesso evento e dopo aver messo insieme un impressionante record di dodici vittorie e zero sconfitte riceve la chiamata della UFC.

### Ultimate Fighting Championship
Debutta in UFC nell'agosto 2010 vincendo per sottomissione ed ottenendo subito il premio Submission of the Night; si ripete un mese dopo, prima di essere a sua volta sconfitto per sottomissione da Jim Miller a dicembre.
Il 26 luglio 2011 affronta Nik Lentz e l'iniziale vittoria per sottomissione viene poi convertita in No Contest poiché Oliveira aveva colpito l'avversario con una ginocchiata illegale; entrambi gli atleti ricevono comunque il premio Fight of the Night. Successivamente viene sconfitto per KO tecnico da Donald Cerrone prima di infilare altre due vittorie consecutive per sottomissione (la prima premiata come Submission of the Night) contro Eric Wisely e Johnatan Brookins.
Tra la fine del 2012 e la metà del 2013 subisce due sconfitte consecutive contro il veterano Cub Swanson (in questa occasione Oliveira mancò il limite di peso) e l'ex campione dei pesi leggeri UFC Frankie Edgar, incontro quest'ultimo premiato come Fight of the Night. Inanella quindi una serie di quattro vittorie consecutive contro Andy Ogle (Performance of the Night), Hatsu Hioki (Performance of the Night e Submission of the Year per i siti specializzati Sherdog e MMAMania), Jeremy Stephens (mancando di nuovo il limite di peso) e la rivincita contro Lentz (Performance of the Night e Fight of the Night).
Successivamente viene battuto dal futuro campione dei pesi piuma Max Holloway per KO tecnico al primo round dopo aver sofferto un infortunio al collo per via di un tentato atterramento: più tardi fu rivelato che si trattava di una piccola lesione all'esofago, sebbene Oliveira venne rilasciato dall'ospedale il giorno seguente.
Tornò alla vittoria contro Myles Jury mancando tuttavia per la terza volta in carriera il limite di peso; incappa quindi in due sconfitte consecutive contro l'ex campione dei pesi leggeri Anthony Pettis e Ricardo Lamas, mancando per la quarta volta il limite di peso.
Nel 2017 ritorna ai pesi leggeri battendo Will Brooks (Performance of the Night) prima di perdere per TKO contro Paul Felder; nel 2018 infila tre vittorie consecutive contro l'esperto Clay Guida, Christos Giagos e Jim Miller vendicando la prima sconfitta in carriera: tutte e tre queste vittorie sono avvenute per sottomissione e sono state premiate come Performance of the Night, il che gli ha permesso di infrangere i record UFC per il maggior numero di vittorie per sottomissione (precedentemente detenuto dalla leggenda Royce Gracie) e per il maggior numero di riconoscimenti POTN (precedentemente detenuto dal duplice campione Conor McGregor). Il 2 febbraio 2019 estende tali record con la vittoria su David Teymur.
Campione dei pesi leggeri UFC
Dopo una striscia di ben 8 vittorie consecutive Oliveira affronta l'ex tre volte campione dei pesi leggeri Bellator Michael Chandler per il titolo vacante dei pesi leggeri UFC, dopo il ritiro dell'ex campione Khabib Nurmagomedov, ad UFC 262 il 15 maggio 2021. Nonostante sia stato quasi messo KO da Chandler nel primo, Oliveira ha vinto la lotta per knockout tecnico all'inizio del secondo round per rivendicare la cintura dei pesi leggeri UFC. Con la vittoria per knockout , ha battuto l'ennesimo record, registrando il maggior numero di finalizzazioni nella storia dell'UFC. Questa vittoria è valsa a Oliveira il premio bonus Performance of the Night.
L'11 Dicembre dello stesso anno affronta Dustin Poirier, contendente n°1 dei pesi leggeri, ad UFC 269: Oliveira vs. Poirier. Compie la sua prima difesa titolata per rear-naked choke al 3º round ai danni del fighter americano mantenendo la cintura.
Il 7 maggio 2022, a UFC 274, affronta Justin Gaethje per il titolo dei pesi leggeri, ma a causa del mancamento del peso (155.5 lbs) di un paio di giorni prima, viene dichiarato ineleggibile in caso di vittoria. Oliveira vince l'incontro sottomettendo Gaethje con la rear-naked choke al primo round e, come previsto, è costretto a rendere vacante il titolo. Sempre secondo le regole della UFC, viene indicato come primo contendente alla cintura per il prossimo incontro.
Il 22 ottobre 2022, a UFC 280, Oliveira fa il suo ritorno nell'ottagono affrontando Islam Machačev per il vacante titolo dei pesi leggeri, uscendone sconfitto al secondo round tramite sottomissione. All'evento UFC 289 batte Beneil Dariush per K.O alla prima ripresa. Il 13 aprile combatte contro Arman Tsarukyan nella main card di UFC 300, uscendone sconfitto per via di una decisione non unanime. Il 16 novembre 2024 combatte contro Michael Chandler nel main event di UFC 309, vincendo per decisione unanime. Il 28 giugno 2025 alla T-Mobile Arena di Las Vegas, affronta Ilia Topuria nel main event di UFC 317 valido per il titolo vacante dei pesi leggeri, uscendone sconfitto per KO.

## Risultati nelle arti marziali miste
| Risultato  | Record    | Avversario        | Metodo                                       | Evento                                                  | Data              | Round | Tempo | Luogo                          | Note |
| ---------- | --------- | ----------------- | -------------------------------------------- | ------------------------------------------------------- | ----------------- | ----- | ----- | ------------------------------ | --- |
| Sconfitta  | 35-11 (1) | Ilia Topuria      | KO (pugni)                                   | UFC 317                                                 | 28 giugno 2025    | 1     | 2:27  | Las Vegas, Stati Uniti         | Per il titolo vacante dei pesi leggeri UFC |
| Vittoria   | 35-10 (1) | Michael Chandler  | Decisione (unanime)                          | UFC 309: Jones vs. Miocic                               | 16 novembre 2024  | 5     | 5:00  | New York, Stati Uniti          | Fight of the Night |
| Sconfitta  | 34-10 (1) | Arman Tsarukyan   | Decisione (non unanime)                      | UFC 300                                                 | 13 aprile 2024    | 3     | 5:00  | Las Vegas, Stati Uniti         | |
| Vittoria   | 34-9 (1)  | Beneil Dariush    | KO tecnico (pugni)                           | UFC 289                                                 | 11 giugno 2023    | 1     | 4:10  | Vancouver, Canada              | Performance of the Night |
| Sconfitta  | 33-9 (1)  | Islam Machačev    | Sottomissione (arm triangle choke)           | UFC 280                                                 | 22 ottobre 2022   | 2     | 3:16  | Abu Dhabi, Emirati Arabi Uniti | Per il titolo vacante dei pesi leggeri UFC |
| Vittoria   | 33-8 (1)  | Justin Gaethje    | Sottomissione (rear-naked choke)             | UFC 274                                                 | 7 maggio 2022     | 1     | 3:22  | Phoenix, Stati Uniti           | Rende vacante il titolo dei pesi leggeri UFC poiché mancò il peso (155.5lbs)                                                                                        |
| Vittoria   | 32-8 (1)  | Dustin Poirier    | Sottomissione (standing rear-naked choke)    | UFC 269: Oliveira vs. Porier                            | 11 dicembre 2021  | 3     | 1:02  | Las Vegas, Stati Uniti         | Difende il titolo dei pesi leggeri UFC. Performance of the Night.                                                                                                   |
| Vittoria   | 31-8 (1)  | Michael Chandler  | KO tecnico (pugni)                           | UFC 262: Oliveira vs. Chandler                          | 15 maggio 2021    | 2     | 0:19  | Houston, Stati Uniti           | Vince il titolo vacante dei pesi leggeri UFC. Performance of the Night.                                                                                             |
| Vittoria   | 30-8 (1)  | Tony Ferguson     | Decisione (unanime)                          | UFC 256: Figueiredo vs. Moreno                          | 12 dicembre 2020  | 3     | 5:00  | Las Vegas, Stati Uniti         | |
| Vittoria   | 29-8 (1)  | Kevin Lee         | Sottomissione (guillotine choke)             | UFC Fight Night: Lee vs. Oliveira                       | 14 marzo 2020     | 3     | 0:28  | Brasilia, Brasile              | Incontro catchweight (158.6 lbs). Lee mancò il peso. Performance of the Night                                                                                       |
| Vittoria   | 28-8 (1)  | Jared Gordon      | KO (pugni)                                   | UFC Fight Night: Błachowicz vs. Jacaré                  | 16 novembre 2019  | 1     | 1:26  | São Paulo, Brasile             | Performance of the Night |
| Vittoria   | 27-8 (1)  | Nik Lentz         | KO tecnico (pugni)                           | UFC Fight Night: dos Anjos vs. Lee                      | 18 maggio 2019    | 2     | 2:21  | Rochester, Stati Uniti         | |
| Vittoria   | 26-8 (1)  | David Teymur      | Sottomissione (anaconda choke)               | UFC Fight Night: Assunção vs. Moraes 2                  | 2 febbraio 2019   | 2     | 0:55  | Fortaleza, Brasile             | Performance of the Night |
| Vittoria   | 25-8 (1)  | Jim Miller        | Sottomissione (rear-naked choke)             | UFC on Fox: Lee vs. Iaquinta 2                          | 15 dicembre 2018  | 1     | 1:15  | Milwaukee, Stati Uniti         | Performance of the Night |
| Vittoria   | 24-8 (1)  | Christos Giagos   | Sottomissione (rear-naked choke)             | UFC Fight Night: Santos vs. Anders                      | 22 settembre 2018 | 2     | 3:22  | San Paolo, Brasile             | Performance of the Night |
| Vittoria   | 23-8 (1)  | Clay Guida        | Sottomissione (ghigliottina)                 | UFC 225: Whittaker vs. Romero 2                         | 9 giugno 2018     | 1     | 2:18  | Chicago, Stati Uniti           | Performance of the Night |
| Sconfitta  | 22-8 (1)  | Paul Felder       | KO tecnico (gomitate)                        | UFC 218: Holloway vs. Aldo 2                            | 2 dicembre 2017   | 2     | 4:05  | Detroit, Stati Uniti           | |
| Vittoria   | 22-7 (1)  | Will Brooks       | Sottomissione (rear-naked choke)             | UFC 210: Cormier vs. Johnson 2                          | 8 aprile 2017     | 1     | 2:30  | Buffalo, Stati Uniti           | Ritorno nei pesi leggeri. Performance of the Night |
| Sconfitta  | 21-7 (1)  | Ricardo Lamas     | Sottomissione (ghigliottina)                 | The Ultimate Fighter Latin America 3 Finale             | 5 novembre 2016   | 2     | 2:13  | Città del Messico, Messico     | Incontro catchweight (155 lb) poiché mancò il peso |
| Sconfitta  | 21-6 (1)  | Anthony Pettis    | Sottomissione (ghigliottina)                 | UFC on Fox: Maia vs. Condit                             | 27 agosto 2016    | 3     | 1:49  | Vancouver, Canada              | |
| Vittoria   | 21-5 (1)  | Myles Jury        | Sottomissione (ghigliottina)                 | UFC on Fox: dos Anjos vs. Cerrone 2                     | 19 dicembre 2015  | 1     | 3:05  | Orlando, Stati Uniti           | Incontro catchweight (150.5 libbre) poiché mancò il peso |
| Sconfitta  | 20-5 (1)  | Max Holloway      | KO tecnico (infortunio alla gola)            | UFC Fight Night: Holloway vs. Oliveira                  | 23 agosto 2015    | 1     | 1:39  | Saskatoon, Canada              | |
| Vittoria   | 20-4 (1)  | Nik Lentz         | Sottomissione (ghigliottina)                 | UFC Fight Night: Condit vs. Alves                       | 30 maggio 2015    | 3     | 1:10  | Goiânia, Brasile               | Performance of the Night. Fight of the Night |
| Vittoria   | 19-4 (1)  | Jeremy Stephens   | Decisione (unanime)                          | The Ultimate Fighter: A Champion Will Be Crowned Finale | 12 dicembre 2014  | 3     | 5:00  | Las Vegas, Stati Uniti         | Incontro catchweight (146.5 lb) poiché mancò il peso |
| Vittoria   | 18-4 (1)  | Hatsu Hioki       | Sottomissione (anaconda)                     | UFC Fight Night: Te Una vs. Marquardt                   | 28 giugno 2014    | 2     | 4:28  | Auckland, Nuova Zelanda        | Performance of the Night. Submission of the Year |
| Vittoria   | 17-4 (1)  | Andy Ogle         | Sottomissione (triangolo)                    | UFC Fight Night: Machida vs. Mousasi                    | 15 febbraio 2014  | 3     | 2:40  | Jaraguá do Sul, Brasile        | Performance of the Night |
| Sconfitta  | 16-4 (1)  | Frankie Edgar     | Decisione (unanime)                          | UFC 162: Silva vs. Weidman                              | 6 luglio 2013     | 3     | 5:00  | Las Vegas, Stati Uniti         | Fight of the Night |
| Sconfitta  | 16-3 (1)  | Cub Swanson       | KO (pugno)                                   | UFC 152: Jones vs. Belfort                              | 22 settembre 2012 | 1     | 2:40  | Toronto, Canada                | Incontro catchweight (146.2 lb) poiché mancò il peso |
| Vittoria   | 16-2 (1)  | Johnatan Brookins | Sottomissione (anaconda)                     | The Ultimate Fighter: Live Finale                       | 1 giugno 2012     | 2     | 2:42  | Las Vegas, Stati Uniti         | |
| Vittoria   | 15-2 (1)  | Eric Wisely       | Sottomissione (calf slicer inverso)          | UFC on Fox: Evans vs. Davis                             | 28 gennaio 2012   | 1     | 1:43  | Chicago, Stati Uniti           | Debutto nei pesi piuma. Submission of the Night |
| Sconfitta  | 14-2 (1)  | Donald Cerrone    | KO tecnico (pugni)                           | UFC Live: Hardy vs. Lytle                               | 14 agosto 2011    | 1     | 3:01  | Milwaukee, Stati Uniti         | |
| No Contest | 14-1 (1)  | Nik Lentz         | No Contest (ginocchiata illegale)            | UFC Live: Kongo vs. Barry                               | 26 giugno 2011    |       |       | Pittsburgh, Stati Uniti        | La vittoria per sottomissione (rear-naked choke) di Oliveira venne convertita in No Contest a causa di una ginocchiata illegale di quest'ultimo. Fight of the Night |
| Sconfitta  | 14-1      | Jim Miller        | Sottomissione (kneebar)                      | UFC 124: St-Pierre vs. Koscheck 2                       | 11 dicembre 2010  | 1     | 1:59  | Montréal, Canada               | |
| Vittoria   | 14-0      | Efrain Escudero   | Sottomissione (rear-naked choke)             | UFC Fight Night: Marquardt vs. Palhares                 | 15 settembre 2010 | 3     | 2:25  | Austin, Stati Uniti            | Incontro catchweight (159 lb). Escudero mancò il peso. Submission of the Night                                                                                      |
| Vittoria   | 13-0      | Darren Elkins     | Sottomissione (armbar)                       | UFC Live: Jones vs. Matyushenko                         | 1 agosto 2010     | 1     | 0:41  | San Diego, Stati Uniti         | Debutto in UFC. Submission of the Night |
| Vittoria   | 12-0      | Diego Bataglia    | KO (slam)                                    | Warriors Challenge 5                                    | 14 febbraio 2010  | 1     | N/A   | Porto Belo, Brasile            | |
| Vittoria   | 11-0      | Rosenildo Rocha   | Sottomissione (rear-naked choke)             | Warriors Challenge 5                                    | 14 febbraio 2010  | 1     | 1:21  | Porto Belo, Brasile            | |
| Vittoria   | 10-0      | Eduardo Pachu     | Decisione (non unanime)                      | Eagle Fighting Championship                             | 26 settembre 2009 | 3     | 5:00  | San Paolo, Brasile             | |
| Vittoria   | 9-0       | Alexandre Bezerra | Sottomissione (anaconda)                     | First Class Fight 3                                     | 18 settembre 2009 | 2     | 1:11  | San Paolo, Brasile             | |
| Vittoria   | 8-0       | Dom Stanco        | Sottomissione (rear-naked choke)             | Ring of Combat 24                                       | 17 aprile 2009    | 1     | 3:33  | Atlantic City, Stati Uniti     | |
| Vittoria   | 7-0       | Carlos Soares     | Sottomissione (armbar triangolare invertito) | Jungle Fight 12: Warriors 2                             | 21 marzo 2009     | 1     | 2:48  | Rio de Janeiro, Brasile        | |
| Vittoria   | 6-0       | Eilieni Silva     | KO tecnico (ginocchiata e pugni)             | Korea Fight 1                                           | 29 dicembre 2008  | 2     | N/A   | San Paolo, Brasile             | |
| Vittoria   | 5-0       | Daniel Fernandes  | KO tecnico (pugni)                           | Korea Fight 1                                           | 29 dicembre 2008  | N/A   | N/A   | San Paolo, Brasile             | |
| Vittoria   | 4-0       | Mehdi Baghdad     | KO tecnico (pugni)                           | Kawai Arena 1                                           | 13 dicembre 2008  | 1     | 1:01  | San Paolo, Brasile             | Debutto nei pesi leggeri |
| Vittoria   | 3-0       | Diego Braga       | KO tecnico (pugni)                           | Predador FC 9: Welterweight Grand Prix                  | 15 marzo 2008     | 1     | 2:30  | San Paolo, Brasile             | Vince il PFC Welterweight Grand Prix |
| Vittoria   | 2-0       | Viscardi Andrade  | KO tecnico (pugni)                           | Predador FC 9: Welterweight Grand Prix                  | 15 marzo 2008     | 1     | 2:47  | San Paolo, Brasile             | Semifinale del PFC Welterweight Grand Prix |
| Vittoria   | 1-0       | Jackson Pontes    | Sottomissione (rear-naked choke)             | Predador FC 9: Welterweight Grand Prix                  | 15 marzo 2008     | 1     | 2:11  | San Paolo, Brasile             | Quarti di finale del PFC Welterweight Grand Prix |